# 诺瓦·斯皮瓦克
诺瓦·斯皮瓦克 （Nova Spivack，1969年6月5日—）是一位美国企业家、风险投资家和作家。他是早期科技孵化器Magical 的创始人和CEO以及拱门任务基金会的联合创始人。
诺瓦·斯皮瓦克曾與他人共同创立了Bottlenose、地球网以及 Radar Networks （後來被EVRI 收购）、The Daily Dot以及Live Matrix（後來于2011年12月被OVGuide收购）。 
他投资過的公司包括Klout（已被Khoros, LLC收购）、Sensentia、PublishThis、Next IT，并且他還是Rewired的风险合伙人。他也是EES风险投资公司的顾问，并且是Common Crawl的董事会成员。 